# Associazione Calcio Riccione 1974-1975
Questa voce raccoglie le informazioni riguardanti l'Associazione Calcio Riccione nelle competizioni ufficiali della stagione 1974-1975.

## Rosa
| N. |                   | Ruolo | Calciatore             |
| -- | ----------------- | ----- | ---------------------- |
|    | Italia (bandiera) | A     | Pier Luigi Angeloni    |
|    | Italia (bandiera) | A     | Maurizio Barattoni     |
|    | Italia (bandiera) | A     | Ivano Bosdaves         |
|    | Italia (bandiera) | C     | Enrico Cannata         |
|    | Italia (bandiera) | D     | Giorgio Rocco Cantelli |
|    | Italia (bandiera) | C     | Giovanni Cioncolini    |
|    | Italia (bandiera) | C     | Lucio Colombari        |
|    | Italia (bandiera) | D     | Ivo Crescentini        |
|    | Italia (bandiera) | A     | Tiziano De Luigi       |
|    | Italia (bandiera) | D     | Stefano Dradi          |
|    | Italia (bandiera) | C     | Franco Eusebi          |

| N. |                   | Ruolo | Calciatore          |
| -- | ----------------- | ----- | ------------------- |
|    | Italia (bandiera) | D     | Tonino Franceschini |
|    | Italia (bandiera) | C     | Franco Galletti     |
|    | Italia (bandiera) | P     | Claudio Garzelli    |
|    | Italia (bandiera) | D     | Franco Laurenti     |
|    | Italia (bandiera) | A     | Gianpaolo Mazza     |
|    | Italia (bandiera) | D     | Manlio Muccini      |
|    | Italia (bandiera) | P     | Loris Pasi          |
|    | Italia (bandiera) | D     | Carmine Schiano     |
|    | Italia (bandiera) | C     | Ettore Tomassoli    |
|    | Italia (bandiera) | C     | Stefano Tosi        |
|    | Italia (bandiera) | A     | Claudio Vaccario    |